# Krusty The Klown TV Show
Krusty The Clown TV Show er Krusty the Clown's TV-Show i The Simpsons-universet hvor han gøgler. Han er af og til en entusiastisk klovn, andre gange dummer han sig på scenen. 
Han kan blandt andet lave "the wheel lope" trick, hvor han på en minicykel kører gennem et loop, æder sin cykel og ringer med klokken nede fra maven, til stor begejstring fra børnene der er med i showet.
På et tidspunkt lukkede hans show, fordi en anden figur i The Simpsons, Gabbo, en rapkæftet dukke udkonkurrede ham. Men fordi han havde forhold til nogle kendisser, arrangerede Lisa Simpson og Bart Simpson et Krusty-comeback show, og han blev igen ligeså populær, mens Gabbo blev glemt igen. 
Hans show bliver kørt på filmstudierne i Springfield, og når han er backstage, bliver han en helt anden mand.